# Friedrich von Parsberg (Ratisbonne)
Ne doit pas être confondu avec Friedrich von Parsberg, évêque de Eichstätte de 1237 à 1246.
Friedrich von Parsberg (né en 1384, mort le 28 février 1450) est évêque de Ratisbonne et prince-évêque de la principauté épiscopale de Ratisbonne de 1437 à sa mort.

## Biographie
Friedrich von Parsberg est issu de la maison de Parsberg (de), tout comme Friedrich von Parsberg, évêque d'Eichstätt de 1237 à 1246.
L'élection de Friedrich von Parsberg est liée à une capitulation électorale pour la première fois à Ratisbonne. Elle réglemente les relations entre l'évêque et les chanoines, et surtout leurs droits de parole et leurs privilèges sont clairement définis dans des points importants. À la fin de sa vie, cependant, Friedrich annule ces directives. Les différends s'intensifient à tel point que l'évêque fait arrêter des chanoines pendant le service et les désaccords sur la tradition des beignets (de) consacrés par l'église doivent être résolus à Rome.